# 塔夸拉纳
塔夸拉纳是巴西阿拉戈斯州的一个市镇。总面积166.48平方公里，总人口18150人，人口密度109人/平方公里。